# Retes
Retes is een bestuurslaag in het regentschap Bengkulu Utara van de provincie Bengkulu, Indonesië. Retes telt 186 inwoners (volkstelling 2010).